# Altenkünsberg
Altenkünsberg (oberfränkisch: Altnkinschberch) ist ein Gemeindeteil der Stadt Creußen im Landkreis Bayreuth (Oberfranken, Bayern). Altenkünsberg liegt in der Gemarkung Neuhof.

## Lage
Der Weiler Altenkünsberg liegt nordöstlich von Creußen und grenzt unmittelbar an den Gemeindeteil Tiefenthal. Der Burgstall Altenkünsberg liegt an höchstgelegener Stelle im Ort und wird von der Anliegerstraße aus Tiefenthal umrundet. Der Altenkünsberger Bach ist Teil des Flusssystems Roter Main.

## Geschichte
1218 wurde „Eberhart Puer“ urkundlich erwähnt, der 1223 „Eberhart von Kindesperc“ genannt wurde. Dies ist zugleich der erste schriftliche Beleg des Ortes. Puer ist lateinisch und bedeutet Kind. Der Herren von Künsberg hatten dort ursprünglich ihren Stammsitz. Das Dorf war dem Ritterkanton Gebürg steuerbar. In der Fraisch unterstand Altenkünsberg dem brandenburg-bayreuthischen Kasten- und Stadtvogteiamt Creußen. Von 1791/92 bis 1810 unterstand Altenkünsberg dem preußische Justiz- und Kammeramt Pegnitz.
Mit dem Gemeindeedikt (frühes 19. Jahrhundert) wurde Altenkünsberg dem Steuerdistrikt Birk und der Ruralgemeinde Neuhof zugewiesen. Im Rahmen der Gebietsreform in Bayern wurde Altenkünsberg am 1. Januar 1977 in die Stadt Creußen eingegliedert.

## Baudenkmäler
- Burgstall Altenkünsberg
- Kriegerdenkmal für die Gefallenen des Ersten Weltkriegs